# Балтски район
Балтски район се намира в северната част на Одеска област, Украйна. Общата му площ е 1317 км2. Административен център е град Балта.

## География
Районът се състои от 42 населени места: 1 град и 41 села.